# Spiekeroog
Spiekeroog er en af de Østfrisiske Øer i det nordvestlige Tyskland, i det Niedersachsiske vadehav, beliggende mellem øerne Langeoog og Wangerooge.

## Geografi
Øen har et areal på 18,25 km². Den korteste afstand til fastlandet er 5,7 kilometer. Spiekeroog er en kommune i Landkreis Wittmund.
Øen er bilfri, og også for cyklister er der begrænsninger. Der er færgeforbindelse til Neuharlingersiel på fastlandet. De knap 800 indbyggere er hovedsageligt beskæftiget i turismeerhvervet.
Spiekeroog ligger i den 2780 km² store Nationalpark Niedersächsisches Wattenmeer.
For at lette badegæsternes vej gennem klitterne til stranden oprettede man i 1885 en 1,7 kilometer lang hestetrukken jernbane fra øens by til veststranden. I 1892 blev den forlænget til den i 1891 byggede mole Alten Anleger længst mod syd på øen. Først 31. maj 1949 blev hestene afløst af diesellokomotiver , og indtil da var Spiekerooger Inselbahn den sidste hestetrukne bane i Tyskland. Banen blev nedlagt efter man i 1981 anlagde en ny havn tættere ved byen, men strækningen til Westend fungerer nu som museumsjernbane i turistsæsonen.